# Mesanthura bipunctata
Mesanthura bipunctata är en kräftdjursart som beskrevs av Thomson 1951. Mesanthura bipunctata ingår i släktet Mesanthura och familjen Anthuridae. Inga underarter finns listade i Catalogue of Life.